# Shatter Me (album)
Shatter Me je druhé studiové album americké houslistky, zpěvačky a skladatelky Lindsey Stirling, vydané v roce 2014. Album produkovali SILAS, Marko G, Kill Paris, Scott Gold a RobertDeLong.
V USA se album v hitparádě Billboard 200 umístilo na 2.pozici. V kategoriích Dance/Electronic, TOP Classical a Independent bylo toto album dokonce nejprodávanější.

## Seznam skladeb
1. „Beyond the Veil“ (Lindsey Stirling, SILAS) - 4:14
2. „Mirror Haus“ (Lindsey Stirling, SILAS) - 3:55
3. „V-Pop“ (Lindsey Stirling, Marko G) - 3:45
4. „Shatter Me“ feat. Lzzy Hale (Stirling, SILAS, Dia Frampton) - 4:40
5. „Heist“ (Stirling, Kill Paris) - 3:26
6. „Roundtable Rival“ (Stirling, Sterling Fox, Scott Gold) - 3:23
7. „Night Vision“ (Stirling, Robert DeLong) - 3:40
8. „Take Flight“ (Stirling, SILAS) - 4:24
9. „Ascendance“ (Stirling, Marko G) - 4:26
10. „We Are Giants“ feat. Dia Frampton (Stirling, SILAS, Dia Frampton) - 3:43
11. „Swag“ (Stirling, SILAS) - 3:10
12. „Master of Tides“ (Stirling, SILAS) - 4:21

## Bonusové skladby
1. „Eclipse“ (Lindsey Stirling, Sam Hollander, Steve Shebby, Reuben Keeney, Raffi) - 3:15
2. „Sun Skip“ (Lindsey Stirling, DeLong) - 3:46
3. „Take Flight Orchestral Version“ (Lindsey Stirling, SILAS) - 4:24

## Osoby
- Lindsey Stirling - housle, zpěv
- Lzzy Hale, Dia Frampton - zpěv
- Andrew Maury - mixer
- Marko G, Kill Paris, SILAS, Scott Gold, Reuben Keeney, Robert DeLong - produkce
- Joe Lambert - mastering
- Josh Rossi - výprava, fotografie
- Justin Glasco - inženýr
- Liam Ward - obal

## Videoklipy
| Název              | Rok  | Režie        | Poznámky                                                                  |
| ------------------ | ---- | ------------ | ------------------------------------------------------------------------- |
| "Beyond the Veil"  | 2014 | Everdream    | hraje Hannah Stock, koncept od Joea Silla                                 |
| "Shatter Me"       | 2014 | Everdream    | hraje Lzzy Hale                                                           |
| "Child of Light"   | 2014 | FifGen Films | hudba od Stephena Andersona efekty od Warialaskyho sponzorováno Ubisoftem |
| "Master of Tides"  | 2014 | UE BOOM      | natočeno 18.7.2014 v Glendale jako flashmob před živým publikem           |
| "Roundtable Rival" | 2014 |              |                                                                           |
| "Take Flight"      | 2015 |              |                                                                           |
| "We Are Giants"    | 2015 |              |                                                                           |
| "Heist"            | 2016 |              |                                                                           |